# لنرد هوول (بازیکن فوتبال)
لنرد هوول (انگلیسی: Leonard Howell؛ ۶ اوت ۱۸۴۸ – ۷ سپتامبر ۱۸۹۵) یک بازیکن فوتبال، و بازیکن کریکت اهل بریتانیا بود.